# Achille Amet
Pour les articles homonymes, voir Amet.
Joseph Achille Amet (Mercey, 4 février 1832-île Maurice, 13 mars 1862) est un officier de marine français, père de Jean-François-Charles Amet. 

## Biographie
Entré à l’École navale en 1847, il embarque comme aspirant en 1849 sur la Thisbé dont le but est d'amener à Tahiti le nouveau gouverneur, Louis Adolphe Bonard. La corvette part ainsi de Brest le 16 novembre, fait escale à Santa Cruz de Tenerife et arrive à Rio le 23 décembre pour atteindre Tahiti le 20 mars 1850. 
Amet passe ensuite sur l'Alcmène du capitaine Jean d'Harcourt. Il quitte Papeete le 20 avril à destination d'Anaa dans les Tuamotu. À Apia, on accueille à bord George Pritchard puis l'on passe à Wallis où sont déposés quatre missionnaires pour la mission de Pierre Bataillon. 
L'Alcmène reconnait ensuite les îles Tanna et Anaton dans les Nouvelles-Hébrides et se dirige vers la Nouvelle-Calédonie. À l'île des Pins (16-24 juin), on retrouve Guillaume Douarre et ses missionnaires qui ont été chassés par les Canaques de Balade. Sydney est atteinte le 8 juillet. 
Le 11 septembre, le navire repart pour la Nouvelle-Calédonie. On passe de nouveau à l'île des Pins avant de gagner la Grande-Terre où plusieurs hommes sont envoyés pour trouver un passage à travers le grand récif corallien du nord. Mais, le 2 décembre 1850, deux officiers et des matelots sont massacrés sur l'île Yenghebane. 
Après une expédition punitive, il est décidé de gagner la Tasmanie. À Hobart, Amet tombe amoureux mais doit repartir précipitamment le 22 mai 1851 pour la Nouvelle-Zélande. Or, le 2 juin, l'Alcmène fait naufrage sur la côte nord-ouest de l'archipel, à environ cent cinquante kilomètres au nord d'Auckland.
Les survivants, recueillis par les Maoris, rejoignent Auckland après une vingtaine de jours de marche où un voilier américain, l'Alexander, les ramène à Tahiti. 
Après son rapatriement sur la Sérieuse le 6 avril 1852, Amet est nommé aspirant de 1re classe. Le 2 décembre 1852, il repart de Brest sur la Forte et arrive à Rio le 14 janvier 1853. À Callao, la frégate est rejointe par le vapeur Prony, la corvette Prudente et le brick Obligado. La division doit atteindre Guayaquil pour y obtenir réparation de dommages causés à des français. Il repart le 22 mai mais le navire s'échoue dans l'estuaire et doit réparer à Payta. Tahiti n'est ainsi atteinte que le 25 août. 
Amet accompagne alors comme pilote l'amiral Auguste Febvrier Despointes sur le Phoque dans le but de prendre possession de la Nouvelle-Calédonie. Balade est atteinte le 23 septembre puis l'île des Pins, le 29. L'opération est un succès et Amet sert de guide et d'ambassadeur entre l'amiral, les missionnaires et les chefs indigènes. En octobre, on lui doit la responsabilité du ravitaillement qu'il part chercher en Australie. 
Il réussit sa mission et revient à Balade le 26 décembre. Sur le vapeur Catinat, il quitte Balade le 1er janvier 1854 et arrive à Tahiti le 20 où il apprend qu'il est promu enseigne de vaisseau. 
Il participe ensuite à la campagne du Pacifique lors de la Guerre de Crimée et rentre à Cherbourg le 8 février 1856. 
Installé comme planteur à l'île Maurice avec sa femme, Laure de Sornay, il y meurt du typhus en mars 1862.